# Општина Падина (Бузау)
Падина (рум. Padina) општина је у Румунији у округу Бузау.
Oпштина се налази на надморској висини од 57 m.